# 斑纹地蛤
是帘蛤目紫云蛤科地蛤属的一种。主要分布于越南、中国大陆、台湾，常栖息在潮间带至潮下带。